# 三人要守密，兩人得死去
《三人要守密，兩人得死去》（英語：Behind Her Eyes）是一部英國心理驚悚迷你劇，改編自莎拉·平柏羅的同名小說，由史提夫·萊福特開創，席夢娜·布朗、依芙·霍森、湯姆·巴特曼和羅柏·亞倫梅耶領銜主演。影集於2021年2月17日在Netflix首播。

## 劇情
單身媽媽露易絲與新老闆大衛相愛，她還與大衛的妻子愛黛兒產生友誼，進而瞭解到這對夫妻隱藏的秘密。三角戀情開始轉變成一個充滿懸疑、黑暗風格的心理驚悚故事。

## 演員與角色
- 席夢娜·布朗（英语：Simona Brown） 飾演 露易絲（Louise）
- 伊芙·休森 飾演 愛黛兒（Adele）
- 湯姆·巴特曼 飾演 大衛（David）
- 羅伯特·阿拉馬約 飾演 羅伯（Rob）

## 製作

### 開發
2019年1月25日，Netflix宣佈給予影集整季預訂，共6集。史提夫·萊福特擔當節目統籌兼執行監製。2019年8月，艾瑞克·里希特·斯特蘭德（Erik Richter Strand）確定執導影集。

### 選角
2019年8月，席夢娜·布朗、依芙·霍森、湯姆·巴特曼和羅柏·亞倫梅耶確定領銜出演影集。

### 拍攝
主體拍攝於2019年6月在倫敦和蘇格蘭開機，10月殺青。

## 宣傳與發行
影集於2021年2月17日在Netflix首播。

## 資料來源
1. ↑  Ritman, Alex. . The Hollywood Reporter. 2019-01-25  [2019-03-19]. （原始内容存档于2019-01-26）.
2. ↑  Clarke, Stewart. . Variety. 2019-01-25  [2019-02-07]. （原始内容存档于2019-01-26）.
3. ↑  . Netflix Media Center.   [2019-01-25]. （原始内容存档于2019-02-09）.
4. 1 2  Clarke, Stewart. . Variety. 2019-08-08  [2019-08-08]. （原始内容存档于2019-08-08）.
5. ↑  White, Peter; Wiseman, Andreas. . Deadline Hollywood. 2019-08-08  [2019-08-08]. （原始内容存档于2019-08-08）.
6. ↑  Cook, Laurence. . Backstage. 2019-04-15  [2019-05-07]. （原始内容存档于2019-04-22）.
7. ↑  Jensen, Erin; Arnowitz, Leora. . USA Today. 2021-01-19  [2021-01-19]. （原始内容存档于2021-01-19）.

## 外部連結
- 在Netflix上觀看《三人要守密，兩人得死去》
- 互联网电影数据库（IMDb）上《三人要守密，兩人得死去》的资料（英文）
- 豆瓣电影上《三人要守密，兩人得死去》的資料 （简体中文）